# アマゾンゲームスタジオ
アマゾンゲームスタジオ（Amazon Game Studios, 略称: AGS）は、Amazon.comのコンピュータゲーム開発部門。アメリカワシントン州シアトルに本社を置き、カリフォルニア州サンディエゴやオレンジ郡アーバインにも拠点を構えている。

## 歴史
2011年、AmazonはAmazon Appstoreを開設し、モバイルソーシャルゲームの開発者を採用し始めた。2012年、スタジオはFacebookのソーシャルゲームとして『Living Classics』をリリース。この作品がスタジオにとって初めてリリースされたソーシャルゲームとなった。
2014年、Amazonがコンピュータゲームを制作すると発表。『Portal』の開発に関わったキム・スウィフトや『Far Cry 2』のクリント・ホッキング、過去に『System Shock 2』を手掛けた開発者を登用した。Amazonは、業界標準の小規模と大規模なチームの中間で、カジュアルゲームとAAA作品をそれぞれ制作しようと模索していた。一方のスタジオは、ジャンルとして子供向けかハードコアゲーマー向けかを問わず、「創造性」と「職人技」に焦点を当て、1年から18か月の間ゲームを制作する5人から30人のチームを作りたがった。スタジオのマイク・フラジーニ副社長は、『Minecraft』や『ウォーキング・デッド』『The Room』のようなプロジェクトを作成したいと望んでいた。スタジオはまた、クラウドサービスとAmazonブランドのデバイス間で、ハードウェアの方向性に影響を与えるような開発者を求めていた。例えば、開発者のフィードバックの結果として、処理をAmazonのクラウドサービスに任せることや、Amazon Fire TVはメモリを拡張した。しかしながらその後、スタジオの開発者の多くは設立から1年以内に離職。スタジオはホラーゲーム『Lost Within』を含む数々のモバイル作品をリリースし続けた。
2016年9月、スタジオはTwitchConで最初の3つのPCゲーム『Breakaway』『Crucible』『New World』を発表。2018年3月、『Breakaway』の開発中止を発表。2020年5月21日に『Crucible』は正式リリースされた。同年の6月30日に『Crucible』をクローズベータへの再移行を発表したが、同年の10月に開発中止を発表した。2021年9月28日に『New World』は発売かつ正式リリース。
2018年8月、テイクツー・インタラクティブの完全子会社であるコンピュータゲーム販売企業2K Gamesの共同設立者クリストフ・ハートマンが、マイク・フラジーニの後任として副社長に就任。
2019年6月、E3の開催期間中にスタジオのレイオフ（リストラ）があったと明らかになった。また、複数の未発表のプロジェクトも開発途中で中止となっていた。
2019年7月、Athlon GamesとAthlon Gamesの親会社である香港のゲーム会社Leyou Technologiesと共同で『ロード・オブ・ザ・リング』のMMORPGを開発することを発表。しかし2021年4月、Amazonは2020年12月にLeyouを買収した中国企業テンセントとの交渉が決裂し、ロード・オブ・ザ・リングMMOの開発中止を発表。

## 作品
| 発売年   | 作品名                      | 開発元                                   | 対応プラットフォーム                        |
| -------- | --------------------------- | ---------------------------------------- | ------------------------------------------- |
| 2010年   | Airport Mania: First Flight | Reflexive Entertainment South Wind Games | Amazon Appstore                             |
| 2011年   | Airport Mania 2: Wild Trips | Reflexive Entertainment South Wind Games | Amazon Appstore                             |
| 2012年   | Air Patriots                | Reflexive Entertainment                  | Amazon Appstore                             |
| 2012年   | Simplz: Zoo                 | Reflexive Entertainment                  | Amazon Appstore                             |
| 2012年   | Lucky's Escape              | Reflexive Entertainment                  | Amazon Appstore                             |
| 2012年   | Living Classics             | Amazon Game Studios                      | Facebook                                    |
| 2014年   | To-Fu Fury                  | Amazon Game Studios                      | Amazon Appstore                             |
| 2014年   | Tales From Deep Space       | Amazon Game Studios                      | Amazon Appstore                             |
| 2014年   | Sev Zero                    | Amazon Game Studios                      | Amazon Appstore, Google Play, iOS App Store |
| 2015年   | Lost Within                 | Amazon Game Studios                      | Amazon Appstore, iOS App Store              |
| 2015年   | Til Morning's Light         | Amazon Game Studios WayForward           | Amazon Appstore                             |
| 2019年   | The Grand Tour Game         | Amazon Game Studios Seattle              | PlayStation 4, Xbox One                     |
| 2021年   | New World                   | Amazon Game Studios Orange County        | Windows                                     |
| 開発中止 | Nova                        | Amazon Game Studios                      |                                             |
| 開発中止 | Intensity                   | Amazon Game Studios                      |                                             |
| 開発中止 | Lord of the Rings MMO       | Amazon Game Studios                      | Windows                                     |
| 開発中止 | Breakaway                   | Amazon Game Studios Orange County        | Windows                                     |
| 開発中止 | Crucible                    | Amazon Game Studios Seattle              | Windows                                     |